# Deadline Hollywood
Deadline Hollywood, coneguda com a Deadline i referida sovint com a Deadline.com, és una revista digital fundada per la periodista, blocaire i escriptora Nikki Finke, subsidiària de Penske Media Corporation (PMC) i, per tant, propietat de l'empresari de l'entreteniment Jay Penske. El lloc web, enfocat al que se sol anomenar el món de l'infotainment (combinació d'informació i entreteniment), s'actualitza diverses vegades al dia.

## Història
Nikki Finke va començar a escriure una columna titulada «Deadline Hollywood» per a la revista LA Weekly el juny del 2002, i, el març del 2006, va començar a publicar el bloc titulat Deadline Hollywood Daily (DHD), que era una versió en línia de la seva columna. El 2009, Finke va vendre DHD a Mail.com Media per un preu «de set xifres», segons es va publicar. A l'acord de venda s'establia que Finke contractaria un escriptor addicional, però ella continuaria sent l'editora del lloc. El setembre del 2009, l'empresa va canviar la URL del lloc a deadline.com i va començar a treballar en altres ciutats, com Nova York o Londres. El novembre del 2013, Finke va deixar Deadline després d'un any de desacord entre Finke i Penske, que havia comprat Variety, una revista i lloc web, competència de Deadline.

## Equip editorial
Dos ex-periodistes de Variety van ser traslladats el 2010 a les noves edicions de Deadline, Mike Fleming a Nova York i Tim Adler a Londres, mentre Finke seguia sent l'editora de Deadline a Hollywood. El març de 2010, Nellie Andreeva, escriptora de The Hollywood Reporter, va ser contractada per dirigir la secció de televisió del lloc web.